# Hemixantha recta
Hemixantha recta är en tvåvingeart som beskrevs av Friedrich Georg Hendel 1911. Hemixantha recta ingår i släktet Hemixantha och familjen Richardiidae.
Artens utbredningsområde är Venezuela. Inga underarter finns listade i Catalogue of Life.